# Dolmen de la Pierre Là

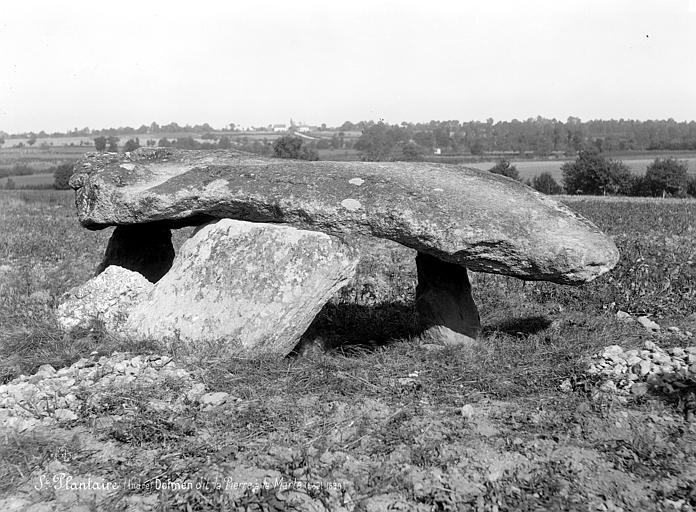
Dolmen de la Pierre Là

Der Dolmen de la Pierre Là (auch La Pierre-à-la-Marte) liegt im Weiler La Pierre Là, westlich von Saint-Plantaire bei La Châtre im Département Indre in Frankreich. Dolmen ist in Frankreich der Oberbegriff für neolithische Megalithanlagen aller Art (siehe: Französische Nomenklatur).
Der Dolmen hat eine rechteckige Kammer von etwa 2,3 × 1,75 m bei einer Höhe von 1,2 m unter dem gerade aufliegenden ovalen Deckstein von etwa 4,5 × 2,2 m und 0,5 m Dicke. Unter dem Deckstein liegen oder stehen vier Steine, zwei davon tragend. Etwas außerhalb befindet sich ein weiterer Stein im Boden. Der Deckstein hat an einer Seite zwei große, wohl natürlich entstandene Eintiefungen.